# خوان کارلوس اورتیز اسکوبار
خوان کارلوس اورتیز اسکوبار (انگلیسی: Juan Carlos Ortiz Escobar; – ۱ ژانویهٔ ۲۰۰۲) یک فروشندهٔ مواد مخدر اهل کلمبیا و یکی از اعضای عالی‌رتبهٔ کارتل کالی بود. اسکوبار در سال ۲۰۰۲ پس از رهایی از زندان کشته شد.